# エイブリー・ブラッドリー
エイブリー・アントニオ・ブラッドリー・ジュニア（Avery Antonio Bradley Jr., 1990年11月26日 - ）は、アメリカ合衆国ワシントン州タコマ出身の元プロバスケットボール選手。ポジションはシューティングガードまたはポイントガード。

## 経歴
ワシントン州タコマの地元の高校から2年生の時にネバダ州の高校に転校。大学はテキサス大学に進学。ブラッドリーはテキサス大学出身のT・J・フォードに憧れて同大学に進学したという。1年間だけプレーした後に2010年のNBAドラフトにアーリーエントリーを表明。19位でボストン・セルティックスに指名された。

### ボストン・セルティックス
2011-12シーズン途中から、レイ・アレンに替わりシューティングガードのスタメンに抜擢。2012-13シーズンには、NBAオールディフェンシブチームのセカンドチームに選出された。
2013-14シーズン開幕前に、翌シーズンからの4年3200万ドルの新契約に合意。2016年2月5日のクリーブランド・キャバリアーズ戦では、101-103でむかえた第4クォーター残り0.8秒の場面から、起死回生の逆転ブザービーター3ポイントシュートを決めた。
2017年5月21日のカンファレンスファイナルの同じくキャバリアーズ戦でも、108-108の同点で迎えた第4クォーター残り数秒の場面で、2連敗のセルティックスを救う決勝3ポイントシュートを決めた。

### デトロイト・ピストンズ
2017年7月7日、マーカス・モリスとのトレードでデトロイト・ピストンズに移籍した。

### ロサンゼルス・クリッパーズ
2018年1月29日、ブレイク・グリフィン等とのトレードでトバイアス・ハリス、ボバン・マリヤノヴィッチと共にロサンゼルス・クリッパーズに移籍した。

### メンフィス・グリズリーズ
2019年2月7日、ジャマイカル・グリーン、ギャレット・テンプルとのトレードでメンフィス・グリズリーズに移籍した。2月12日のサンアントニオ・スパーズ戦でキャリアハイとなる33得点を記録した。

### ロサンゼルス・レイカーズ
ウェイバー期間終了後にロサンゼルス・レイカーズとプレイヤーオプション付きの2年970万ドルで契約合意した。2020年6月24日、新型コロナウイルスの影響でシーズンが7月30日から再開する予定だったがブラッドリーはプレーしないことをESPNに報じた。なお、レイカーズは10年振りのNBAチャンピオンに輝いている。オフにプレイヤーオプションを破棄してFAとなった。

### マイアミ・ヒート
2020年11月21日にマイアミ・ヒートとの2年総額1,160万ドルの契約に合意した。

### ヒューストン・ロケッツ
2021年3月25日にビクター・オラディポとのトレードで、ケリー・オリニクと共にヒューストン・ロケッツへ移籍した。オフにチームオプションを破棄され、FAとなった。

### レイカーズ復帰
2021年9月にゴールデンステート・ウォリアーズとのトレーニングキャンプ契約に合意したが、キャンプ終了後の10月15日に解雇された。その後、18日にウェイバー公示を経て古巣のレイカーズへ復帰した。12月10日のオクラホマシティ・サンダー戦でシーズンハイとなる22得点、4スティールを記録し、チームは116-95で勝利した。

## プレースタイル
長い手足を生かしたディフェンスが持ち味。同じガード陣のデイミアン・リラードやCJ・マッカラムなどは、ブラッドリーを「NBA随一のペリメーターディフェンダー」とも語っている。優秀な3&D選手であるが、2009年のマクドナルド・オール・アメリカンゲームのスラムダンクコンテストで優勝を果たしているなど、運動能力も高い。しかし、オフェンス面では伸びしろが見られず、ピストンズ移籍以降はジャーニーマン化している。

## その他
セルティックス時代の同僚アイザイア・トーマスはブラッドリーと同じくタコマの出身であり、少年時代からのチームメイトであり親友。2017年のプレイオフ1回戦が行われる直前にトーマスの妹が不慮の事故により他界し、悲しみに暮れているトーマスに寄り添い彼を精神的に支え、キャバリアーズに一矢報いる活躍を見せた。

## 個人成績

### レギュラーシーズン
| シーズン | チーム | GP  | GS  | MPG  | FG%  | 3P%  | FT%   | RPG | APG | SPG | BPG | PPG  |
| -------- | ------ | --- | --- | ---- | ---- | ---- | ----- | --- | --- | --- | --- | ---- |
| 2010–11  | BOS    | 31  | 0   | 5.2  | .343 | .000 | .500  | .5  | .4  | .3  | .0  | 1.7  |
| 2011–12  | BOS    | 64  | 28  | 21.4 | .498 | .407 | .795  | 1.8 | 1.4 | .7  | .2  | 7.6  |
| 2012–13  | BOS    | 50  | 50  | 28.7 | .402 | .317 | .755  | 2.2 | 2.1 | 1.3 | .4  | 9.2  |
| 2013–14  | BOS    | 60  | 58  | 30.9 | .438 | .395 | .804  | 3.8 | 1.4 | 1.1 | .2  | 14.9 |
| 2014–15  | BOS    | 77  | 77  | 31.5 | .429 | .352 | .790  | 3.1 | 1.8 | 1.1 | .2  | 13.9 |
| 2015–16  | BOS    | 76  | 72  | 33.4 | .447 | .361 | .780  | 2.9 | 2.1 | 1.5 | .3  | 15.2 |
| 2016–17  | BOS    | 55  | 55  | 33.4 | .463 | .390 | .731  | 6.1 | 2.2 | 1.2 | .2  | 16.3 |
| 2017–18  | DET    | 40  | 40  | 31.7 | .409 | .381 | .763  | 2.4 | 2.1 | 1.2 | .2  | 15.0 |
| 2017–18  | LAC    | 6   | 6   | 27.5 | .473 | .111 | 1.000 | 3.7 | 1.8 | .8  | .2  | 9.2  |
| 2018–19  | LAC    | 49  | 49  | 29.9 | .383 | .337 | .800  | 2.7 | 2.0 | .6  | .3  | 8.2  |
| 2018–19  | MEM    | 14  | 14  | 31.6 | .463 | .384 | .800  | 2.7 | 2.0 | .6  | .3  | 16.1 |
| 2019–20  | LAL    | 49  | 44  | 24.2 | .444 | .364 | .833  | 2.3 | 1.3 | .9  | .1  | 8.6  |
| 2020–21  | MIA    | 10  | 1   | 21.1 | .470 | .421 | .778  | 1.8 | 1.4 | .7  | .1  | 8.5  |
| 2020–21  | HOU    | 17  | 5   | 23.0 | .314 | .270 | .833  | 2.3 | 1.9 | .8  | .1  | 5.2  |
| 2021–22  | LAL    | 62  | 45  | 22.7 | .423 | .390 | .889  | 2.2 | .8  | .9  | .1  | 6.4  |
| 通算     | 通算   | 660 | 544 | 27.5 | .434 | .365 | .783  | 2.8 | 1.7 | 1.0 | .2  | 11.0 |

### プレーオフ
| シーズン | チーム | GP | GS | MPG  | FG%  | 3P%  | FT%   | RPG | APG | SPG | BPG | PPG  |
| -------- | ------ | -- | -- | ---- | ---- | ---- | ----- | --- | --- | --- | --- | ---- |
| 2012     | BOS    | 10 | 10 | 24.8 | .368 | .227 | .667  | 2.0 | .8  | .8  | .6  | 6.7  |
| 2013     | BOS    | 6  | 6  | 31.8 | .405 | .250 | 1.000 | 2.2 | 1.3 | 1.8 | .2  | 6.7  |
| 2015     | BOS    | 4  | 4  | 33.3 | .380 | .263 | .857  | 3.8 | .8  | .8  | .0  | 12.3 |
| 2016     | BOS    | 1  | 1  | 33.0 | 438  | .143 | 1.000 | 3.0 | 1.0 | 1.0 | 1.0 | 18.0 |
| 2017     | BOS    | 18 | 18 | 35.8 | .441 | .351 | .778  | 3.9 | 2.3 | 1.3 | .2  | 16.7 |
| 通算     | 通算   | 39 | 39 | 32.1 | .420 | .312 | .780  | 3.1 | 1.6 | 1.2 | .3  | 12.2 |